# Батања
Батања (мађ. Battonya, рум. Bătania) је мањи град у жупанији Бекеш у Мађарској. По последњем попису из 2001. године Батања има 6.447 становника.

## Географске одлике
Насеље Батања се налази у источној Мађарској, близу границе са Румунијом. Град се налази у Поморишју, које је некада имало бројну српску популацију. Батања је позната по присутности српске мањине, некада знатно бројније, а данас и даље присутне (5,1% по датом попису).
Атар насеља обухвата 46,34 km².

## Историја
Најстарији остаци насеља потичу 11. века. Отоманске власти, које су владале овим делом Паноније током 16. и 17. века, населиле су Србе на овом месту 1718. године. По потпадању места под хабзбуршку власт у Батању се насељавају и Мађари, Румуни и Словаци и тако Батања постаје вишенародна.
Србин Мојсије Лудајић је био крајем 19. века један од велепоседника у Батањи. На пештанској изложби женских ручних радова одржаној 1885. године, у Батању је стигла једна од награда за најбољу рукотворину.
Године 1905. ту су функционисале ПТТ комуникације и жељезничка станица.

## Срби у Батањи
Срби су населили место по протеривању Турака, и до половине 19. века су доминирали.
По државном шематизму православног клира у Угарској из 1846. године види се да је православна парохија основана и матичне књиге се воде од 1794. године. Срби су своју цркву изградили 1778-1779. године. Храм је посвећен Рођењу Пресвете Богородице (Мала Госпојина). По српском извору наводи се да је првобитна црква била од плетера, а подигнута у 1/2 18. века. Садашња Богородична црква у класицистичком стилу са високим звоником грађена је 1793. године. Монументални иконостас богате резбарије осликао је 1820-1822. године, сликар Сава Петровић из Темишвара. Иконостас је морао бити чишћен, па је за то као и за сликање неколико нових икона био ангажован 1880. године, Душан Алексић из Арада. Православно парохијско звање је основано 1790 године, а матрикуле се воде од 1801. године. Цркву која је 1853. године иначе била лепо украшена споља и изнутра, даривали су пожртвовани парохијани. Арон Роцков земљеделац и Георгије Еновац су сребром оковали старо јеванђеље, а старац Арсеније Видицки је поклонио барјак свилен са златним словима.
Претплатнички пункт за набавку српске књиге у Батањи су 1841. године чинили угледни Срби грађани: Константин Георгијевић парох, батањски капелани Синесије Петровић и Јован Надашки, Арон Сабо биров и месни школски управитељ, Михаил Сабо трговац и арендатор от Башараге, Мата Поповић земљеделац и ешкут, Емануил Марић перцептор, Арон Рацков црквени тутор, Радоја Пандак црквени син, итд. Године 1846. у Батањи је било 3464 православне душе, а чинодејствовало је неколико свештеника. Били су то пароси Константин Георгијевић, Георгије Георгијевић и Нићифор Божидар, затим помоћник парохијски или капелан Синесије Петровић и ђакон Леонтије Петровић.
Батања се јавља 1847. године као пренумерантски пункт за набавку српске књиге. На списку купаца води се ко су угледни становници места. Ту се налазе свештеници - оба Георгијевића и Леонтије Петровић, затим адвокати - Павао и Георгије Сабо, кметови општински (поротници) Јаков Панић и Арон Георгијевић, црквењак Радивој Пандак и Јован Павловић ислужени стражмештер.
Канонска подела између Срба и Румуна довела је 1868. године, до преласка Батање и других парохија, из арадске (која је постала румунска) у суседну темишварску епархију. Години 1869. у Батањи су се Румуни из места оделили од српске заједнице. Истакао се том приликом Србин, свештеник Леонтије Поповић, који је за српску ствар, приложио својих 1000 ф. Сматрало се 1893. године у једном црквеном извештају да Батања спада у најјаче и најимућније српске црквене општине у Поморишју. Месни стари парох Арсеније Божидар, рођени Батањац (1818-1896) "преселио се у вечност" фебруара 1896. године. Откако је 1847. године запопљен, служио је непрекидно у цркви родног места. Прво је био десет година капелан, а затим изабран за пароха у Батањи и чинодејствовао јш пуних 39 година. Црквено-општинске ствари су 1896. године биле у нереду, манипулисало се на лош начин овлашћењима, па је наредбом виших власти морао бити изабран нови ваљани председник те општине. Расписан је маја 1897. године конкурс за капелана у батањској парохији четврте платежне класе. Поп Леонтије Поповић је и даље, 1897. године у Батањи, као протопрезвитер, и бунио се због расписаног стечаја за капелана и администратора у упражњеној другој парохији. Стари прота Леонтије умро је августа 1900. године у родном месту Батањи, где је и радио. Родио се 1822. године у батањској старој свештеничкој породици; попови су били пре њега — прандеда, деда и отац. Као већ ђакон батањски, рукоположен је пред мађарску буну 1847. године и дотад служио као свештеник. Био је добар проповедник, дугогодишњи члан конзисторије. Одликован је правом ношења црвеног појаса 1870. године и тада је и именован за протонамесника Арадског протопрезвирата. После смрти старог пароха расписан је стечај за стално попуњење упражњеног места пароха. Јован Сувајчџић је био парох у Батањи 1898. године, и добијао је припомоћ од епархије. Михајло Пандуровић је био 1906. године капелан у батањској парохији. Он је 1898. године постављен за личног помоћника старог пароха Леонтија Петровића, а 1901. године једногласно изабран од администратора — за јереја. Биће он у Батањи и 1910. године, када се помиње као кандидат Српске народне самосталне странке за посланика, новог сазива Црквено-народног сабора у Карловцима. Он је требало да представља арадски и сент-миклушки срез. Свештеник у Батањи, која припада Арадском протопрезвирату, 1907. године је био Јефта Петровић, који се ту налазио као лични капелан од 1891. године. Поп Јефтимије Петровић је рукоположен 1891. године и постављен за личног парохијског помоћника у Батању. Касније, док је био и привремени парох у Батањи 1898. године, дато му је и да буде администратор у Нађлаку.
Срби Батањци су се масовно одазвали позиву да дају прилог за српске рањенике. Њих преко стотину грађана дало је прилог од 120 ф. скупљачу Катици Видицкој, која је исти послала "Црвеном крсту" у Београду. Међу приложницима су били децембра 1885. године: Српска православна црквена општина са 50 Ф., Стеван Лудајић и Јефта Станојев по 5 ф., а мање износе су дали Прока Видицки општински бележник, др Бела Ажбот лекар, Стеван Вукадиновић учитељ, Ђорђе Димић трговац, Петар Зима адвокат, Олга Стојановић учитељица, Мојсије Грозеску румунски парох, а платно су дале Макра Ромакова (7 м), Тереска Лунгулова (2) и Ђулишка Мијатићева (4).

## Школа
Почетак рада српске православне вероисповедне школе датиран је 1793. године. Батањски биров (кнез) Арон Сабо је био у исто време и општински школски управитељ. Купац српске књиге је 1841. године био Стефан Лунгуловић. Године 1846-1847. у батањској вероисповедној народној школи има 39 ђака, које учи поменути Стефан Лунгуловић. Учитељ Василије Симоновић из Батање је 1860. године био претплатник новосадског српског листа. Батоњски учитељ 1864-1866. године био је Гргур Надашки, који је завршио један разред филозофије и Препарандију. За фонд Школског листа приложили су 1866. године у месту: поп Леонтије Петровић 4 ф., Гр. Надашки учитељ 3 ф., и општински бележник Пр. Видицки 2 ф. Декрет о сталном намештењу дат је 1882. године учитељици Олги Стојановић, која ради у Батањи. Стеван Вукадиновић је месни учитељ био је 1882. године на течају мађарског језика у Сегедину. Важио је за спремног учитеља и доброг организатора, који 1894. године председник учитељског збора у Поморишју. Вукадиновићев рад је био цењен и награђен од стране председника и месног школског управитеља Прокопија Видицког. Учитељ се 1883. године јавно захвалио општинском бележнику Видицком, зато што му је батањска општина повисила годишњу плату са 44 ф. Било је то због учитељевог: "неуморног труда и рада у школи, са много већим бројем ученика но што би закон за наше народне школе прописивао." Јуна 1897. године расписан је стечај за место учитеља првог и другог разреда, у српској вероисповедној мушкој школи у месту. У поновљеном конкурсу 1898. године, види се да је реч о "новоустановљеној" вероисповедној мушкој школи". По писању српских новина почетком 1897. године Батања је једна од "најјачих српских општина" у Поморишју. Она у свему напредује, а то се показује и по броју становника, који је од 1870. године до тада, са 2200 порастао на 2600 душа. На Савиндан те 1897. године освећена је нова школска зграда, модерно здање прописно грађено, по цени од 10.000 ф. У школи су две велике "школске дворнице" (учионице) и конфоран учитељски стан. Један извештач примећује 1898. године да и у Батањи раде изванредни учитељи у сваком погледу, и да се по томе може мерити са градовима. Те године један од учитеља у месту био је Душан пл. Јован Которач. Батањска школа је нормирана 1907. године да има четири учитељска места. Учитељско тело у Батањи 1907. године чине: Стеван Вукадиновић (од 1882. ту и 1912), Душан Ћирић (ту и 1912), Олга Вукадиновић (рођ. Стојановић)(од 1882) и Милка Лунгулова-Пандовљева (положила учитељски испит 1899. у месту од тад). Године 1905. у Батањи су два школска здања, подигнута 1843. и 1897. године. Председник Школског одбора био је Мирко Станојев, поп Јефта Поповић школски управитељ а Викентије Савић старатељ. Учитељско тело чине: Стеван Вукадиновић учитељ родом из Сомбора, његова супруга учитељица Олга Вукадиновић рођ. Стојановић родом из Панчева, те неудата учитељица Милка Лунгулова родом из самог места Батање. У школу је ишло много ђака, иако је то било нешто више од половине стасале деце - 643. Тако у редовној настави било је 252, у пофторној школи 42, и у забавишту чак 171 дете. Петнаесторо деце похађало је државне школе на туђем језику у месту. Супружници учитељи Вукадиновићи су се истицали у свом раду, па је епархијска власт тражила извештај о њима из Батање, намеравајући да им да похвалне дипломе. У Батањи је постојала (1907) и Државна основна и шегртска школа, у којој је српски парох био катихета. У српској вероисповедној школи због тескобних учионица, дозволиле су епархијске власти 1907. године да се деца по полу не раздвајају. Батањска српска школа није имала 1908. године никакву књижницу, иако је то богата и напредна средина.

## 20. век
По српском извору из 1905. године наводи се да је Батања велика општина, у којој живи 12872 становника у 1963 дома. Срба православаца је 2602 или 20%, а имају 405 кућа, и чији посед чини 39% од укупног. Од српских јавних здања ту је православна црква и две вероисповедне школе. Црквена општина је уређена, скупштина редовна, а председник Петар Лунгулов. земљишни посед износи 79 кј. Црква је у добром стању, има две парохије обе четврте класе, парохијског дома нема. Постоји српско православно гробље а најстарији споменици су из 1803. године. Свештенство чине: парох поп Јефта Петровић родом из Нађлака, који служи 17 година у месту, а капелан је Михајло Пандуровић.
У богатом и напредном месту као што је Батања бујао је друштвени живот почетком 20. века. Српкиње су биле окупљене у својој "Српској добротворној задрузи у Батањи". Задруга је имала 25 редовних чланица, славила је као друштвену славу празник Малу Госпојину, а друштвени капитал износио је 328 к. На челу кола батањских дама биле су: председница Емилија Видицки, благајница Зорка Петровић а деловођа Душан Ћирић. Радила је у то време и "Српска читаоница у Батањи", која је бројала 26 редовних чланова и славила као своју славу Св. Николу. На челу читаонице где су били окупљени Батањци били су: председник Јефта Петровић, перовођа Душан Ћирић, благајник Милан Станојев, књижничар Душан Ћирић.
Непосредно пре Првог светског рата било је 2600 Срба у Батањи. Они су 1902. године први у околини, основали месну Српску земљорадничку задругу, са неограниченом одговорношћу. Задруга је имала у почетку 15 задругара, а 1910. године већ 66 чланова, од којих су 56 ратара (и три удовице), пет занатлија, два свештеника, један учитељ, једна учитељица и један трговац. Њен капитал је 1905. године износио чак 63.026 к, а водили су је тада: председник Михајло Пандуровић и пословођа Душан Ћирић. То је била врло узорна задруга чији број чланова стално расте, јер је то село са око 3000 Срба. Чланови заруге поседују 1910. године својих 525 јутара земље, а обрађују у закупу 1227 јутара (ту је и манастирска земља бездинска). Код Савеза СЗЗ у Загребу имају капитал депонован од 100.000 круна. Годишњи обрт те сељачке задруге прелазио је 800.000 круна.
Али интензивна мађаризација и ужасни Први светски рат, уништили су полет том дичном великом српском месту. На крају рата дочекало је своју пропаст, која их је навела на исељавање. После рата већи део српског становништва је оптирао и иселио се у српске делове новоформиране Краљевине Срба, Хрвата и Словенаца. Између два рата по мишљењу једног аграрног стручњака, општанти из Мађарске и Бачке су "страдали" у Јужној Србији. Мислио је да насељени Срби из Мађарске који су ту у Овчјем Пољу засновали колонију "Нову Батању", економски нису добро просперирали. Од 160 домова у том највећем насељу, већ 1925. године остало је само 60. Проблем главни им је био болест маларија, недостатак воде и сушне године. Један део Батањаца, тридесетак породица населило се 1924. године код Новог Сада на поседу грофа Котека, али су убрзо морали да се иселе, што је изазвало протесте у Новом Саду. Батањски насељени у Банату су се одржали, и њихови потомци данас живе у Војвода Степи, Мужљи и Банатском Вишњићеву, већином у Банату.
О оптацији батањских Срба научну књигу објавио је Милан Мицић „Одисеја батањских Срба“ (Зрењанин,2003).
Инспирисан историјским, уједно и трагичним догађањима приликом исељења батањских Срба у Краљевину СХС 1923. године, српски писац из Мађарске Драгомир Дујмов написао је роман „Воз савести“ (Будимпешта, 2005) који је Матица исељеника Србије у Београду 2006. године наградила књижевном наградом „Растко Петровић“.
У лето 1925. у Батањи месту надомак Арада било је много Срба. Њих 1900 душа живело је у 400 српских домова. Од 8390 јутара, њима је припадало 3000 јутара. Срби Батањци су били на гласу као "најбогатији и најконзервативнији". Ту су радиле три српске школе са кадровима, Стева и Олга Вукадиновић те Милица Јовичин. Имали су Срби своју православну цркву, парохијски дом, Српску земљорадничку задругу, два-три дућана, српску читаоницу, Српску женску задругу, Српско певачко друштво и тамбурашки оркестар. И поред свега тога јавни живот у месту је учмао а национални полет посустао. Највише се трудио парох поп Михајло Пандуровић, да мисионари и у околини. Мађарске власти су према њима биле подозриве и сметао им је њихов сјај и снага, која се толико разликовала по некој надмоћи од осталих српских средина у Мађарској. Срби су по свему у Батањи били супериорни, а најимућнији мештани били су они са најлепшим кућама и коњима, ратари Прока Јовичин, Младен Груичић и Коста Рацков. Ту је избио и први покрет за оптирање у српске крајеве, нове државе, коју је подстицала држава.
Остало је 1937. године у месту још 1800 Срба; осталих 2000 преселило се раније у Југославију. Ту се српство у Мађарској најбоље одржало. Међу тамошњим Србима су се највише истакли учитељ Душан Вукадиновић (ту од 1887) који је као учитељ провео 54 године у месту. Затим прота Михајло Пандуровић (од 1899) као и бивши свештеник Јефта Петровић (прешао у Сенту). Сада све што су радили деценијама одлучно, орно и успешно - стагнира. Земљорадничка задруга се борила и судила за манастирску земљу (у закупу) са панчевачким поседником Пером Милорадовићем, у првој деценији 20. века. Српска земљорадничка задруга је морала да се ликвидира 1926. године, иако је имала 54.000 динара капитала. Две задружне зграде припале су месној црквеној општини. Од четири батањске школе, опстала је само једна, у коју иде 120 деце, од којих су многа са околних салаша. У селу се налази и велики број насељених Словака, који су са Србима делили добро и зло, али их је мађаризација упропастила.
На почетку 21. века опстала је српска православна црква у Батањи. Налази се у центру насеља, то је једнобродна грађевина подигнута 1778. године, са омалтерисаном фасадом обојеном у бело. Српско православно гробље је постало својина месне самоуправе, али је задржало српски православни карактер. Постоји мала узвишица у којој су укопане гробне крипте.

## Савремени положај Срба у насељу
Ово је најисточније насеље у републици Мађарској у коме живе Срби (око 300 припадника). У месту постоји српска православна црква из 1778-1779. године, чији се иконостас сматра једним од највреднијих у српским црквама у Мађарској. У месту постоји Српска основна школа на српском језику са забавиштем, и месна Српска мањинска самоуправа. Такође, месни Срби и даље чувају свој језик и обичаје.
Поред српске мањине, у Батањи је присутна и румунска (3,7% становништва) и ромска (1,7%) мањина. Због тога је говор месних Срба веома посебан, јер се у њему поред утицаја мађарског језика може приметити и утицај румунског.